# Zapasy na Igrzyskach Ameryki Środkowej i Karaibów 1998
Turniej w ramach Igrzysk w 1998 roku w Maracaibo. 

## Tabela medalowa
Gospodarz zawodów został zaznaczony kolorem.
| Poz.  | Państwo    |    |    |    | Łącznie |
| ----- | ---------- | -- | -- | -- | ------- |
| 1.    | Kuba       | 16 | 0  | 0  | 16      |
| 2.    | Wenezuela  | 3  | 8  | 3  | 14      |
| 3.    | Meksyk     | 0  | 4  | 1  | 5       |
| 4.    | Dominikana | 0  | 3  | 4  | 7       |
| 5.    | Panama     | 0  | 2  | 2  | 4       |
|       | Portoryko  | 0  | 2  | 2  | 4       |
| 7.    | Kolumbia   | 0  | 0  | 7  | 7       |
| Razem | Razem      | 19 | 19 | 19 | 57      |

## Wyniki

### W stylu klasycznym
| Waga   | złoty               | srebrny         | brązowy             |
| ------ | ------------------- | --------------- | ------------------- |
| 55 kg  | Lázaro Rivas        | David Ochoa     | Ulises Valentín     |
| 60 kg  | Roberto Monzón      | Jairo Alvarado  | Víctor Hugo Capacho |
| 66 kg  | Juan Luis Marén     | Endrix Arteaga  | Tamiaki Castillo    |
| 69 kg  | Liubal Colás        | Yorli Patiño    | Luis Izquierdo      |
| 74 kg  | Filiberto Ascuy     | Olguín Sabúa    | Rodolfo Hernández   |
| 84 kg  | Luis Enrique Méndez | José Luis Ayala | Eddy Bartolozzi     |
| 96 kg  | Reynaldo Peña       | Gamalier Coats  | Emilio Suárez       |
| 120 kg | Héctor Milián       | Alfredo Far     | Rafael Barreno      |

### W stylu wolnym
| Waga   | złoty                 | srebrny           | brązowy           |
| ------ | --------------------- | ----------------- | ----------------- |
| 55 kg  | Wilfredo García       | José Barreto      | Ulises Valentín   |
| 60 kg  | Yoendri Albear Ferrer | David Ortiz       | Luis Cortés       |
| 66 kg  | Carlos Ortíz          | Jhonny Cedeño     | Fenando Henríquez |
| 69 kg  | Yosvany Sánchez       | Leonardo González | Alexander Coriano |
| 74 kg  | Daniel González       | Ángelo Mota Brea  | Manuel García     |
| 84 kg  | Yoel Romero           | Matthew White     | Olguín Sabúa      |
| 96 kg  | Wilfredo Morales      | Edgar Becerra     | Arnulfo Hernández |
| 120 kg | Alexis Rodríguez      | Edwin Millet      | Alfredo Far       |

### W stylu wolnym kobiet
| Waga  | złoty           | srebrny            | brązowy       |
| ----- | --------------- | ------------------ | ------------- |
| 51 kg | Wendy Izaguirre | Ana Barraza        | Aida Aguilera |
| 56 kg | Nelisa Romero   | Magdalena Arellano | Rita Mateus   |
| 62 kg | Unise Hurtado   | Marlene Gutiérrez  | Amanda Patiño |